# Nuru River
Der  Nuru River (während der deutschen Kolonialzeit auch Elisabethfluss genannt) ist ein etwa 60 km langer rechter Nebenfluss des Gogol River im nördlichen Papua-Neuguinea, der im Nordwesten des Finisterre-Gebirges entspringt.
Von der Quelle fließt der Fluss zunächst grob in nördliche Richtung und schwenkt dann Richtung Nordosten, bevor er etwa sechs Kilometer vor der Astrolabe Bay in den Gogol River mündet.